# Osnovna šola Miroslava Vilharja Postojna
Osnovna šola Miroslava Vilharja je osnovna šola v Postojni. Ima približno 800 učencev.